# 弗洛拉山
弗洛拉山（英語：Mount Flora）是南極洲的山峰，位於帕默群島的特里尼蒂半島，處於霍普灣東南面1公里，海拔高度520米，由奧托·努登舍爾德率領的瑞典探險隊發現，現時由南極條約體系管理。